# Phyllanthus tsarongensis
Phyllanthus tsarongensis là một loài thực vật có hoa trong họ Diệp hạ châu. Loài này được W.W.Sm. miêu tả khoa học đầu tiên năm 1921.